# 宇城市立豊野中学校
宇城市立豊野中学校（うきしりつ とよのちゅうがっこう）は、熊本県宇城市豊野町糸石にあった公立中学校である。

## 沿革
- 1947年（昭和22年） - 豊野村立豊野中学校設置
- 2000年（平成12年） - 町制施行により豊野町立豊野中学校と改称
- 2005年（平成17年） - 町村合併により宇城市立豊野中学校と改称
- 2013年（平成25年） - 施設一体型小中一貫校として敷地内に豊野小学校が移転し、宇城市立豊野小中学校となる。

## 関係機関
- 宇城市立豊野小学校